# FIL-Sommerrodel-Cup 2015
Der FIL-Sommerrodel-Cup 2015 war die 23. Auflage des von der Fédération Internationale de Luge de Course veranstalteten Sommerrodel-Cups, der am 4. und 5. September 2015 auf der Rennschlittenbahn „Wolfram Fiedler“ in Ilmenau ausgetragen wurde. Es fanden Wettbewerbe in den Altersklassen Elite/Junioren und Jugend A statt, die jeweils in drei Läufen entschieden wurden. Es siegten Sascha Benecken und Dajana Eitberger in der Altersklasse Elite/Junioren sowie David Nößler und Antonia Weisemann in der Altersklasse Jugend A.

## Titelverteidiger
Beim FIL-Sommerrodel-Cup im September 2014 siegten Andi Langenhan und Dajana Eitberger in der Altersklasse Elite/Junioren sowie Max Langenhan und Madeleine Egle in der Altersklasse Jugend A. Spillecke trat nicht zur Titelverteidigung an; ebenso wie Max Langenhan, der jedoch in der höheren Altersklasse Elite/Junioren startete. Andi Langenhan nahm an der Veranstaltung nicht teil und verzichtete daher ebenso auf die Gelegenheit zur Titelverteidigung.

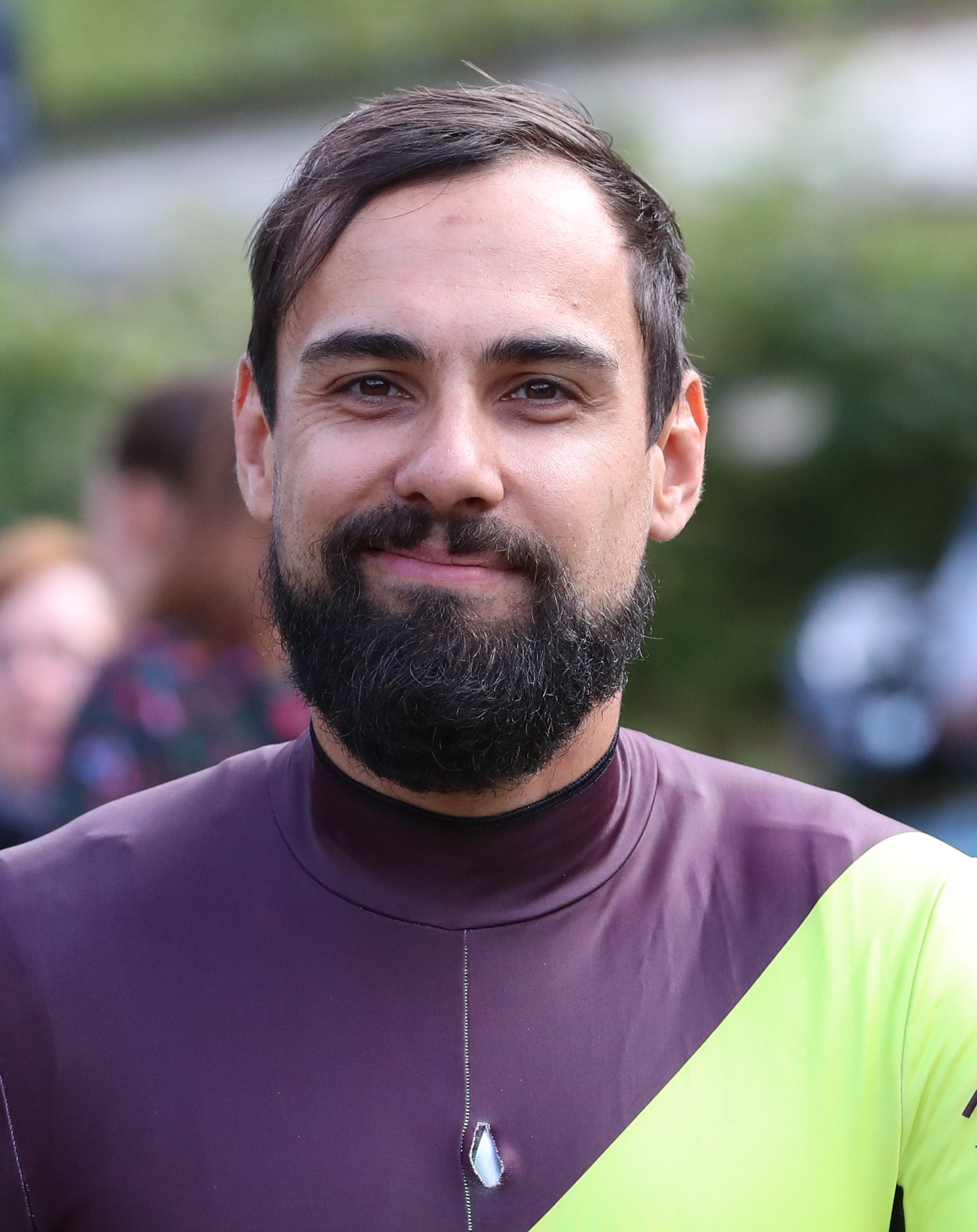
Andi Langenhan
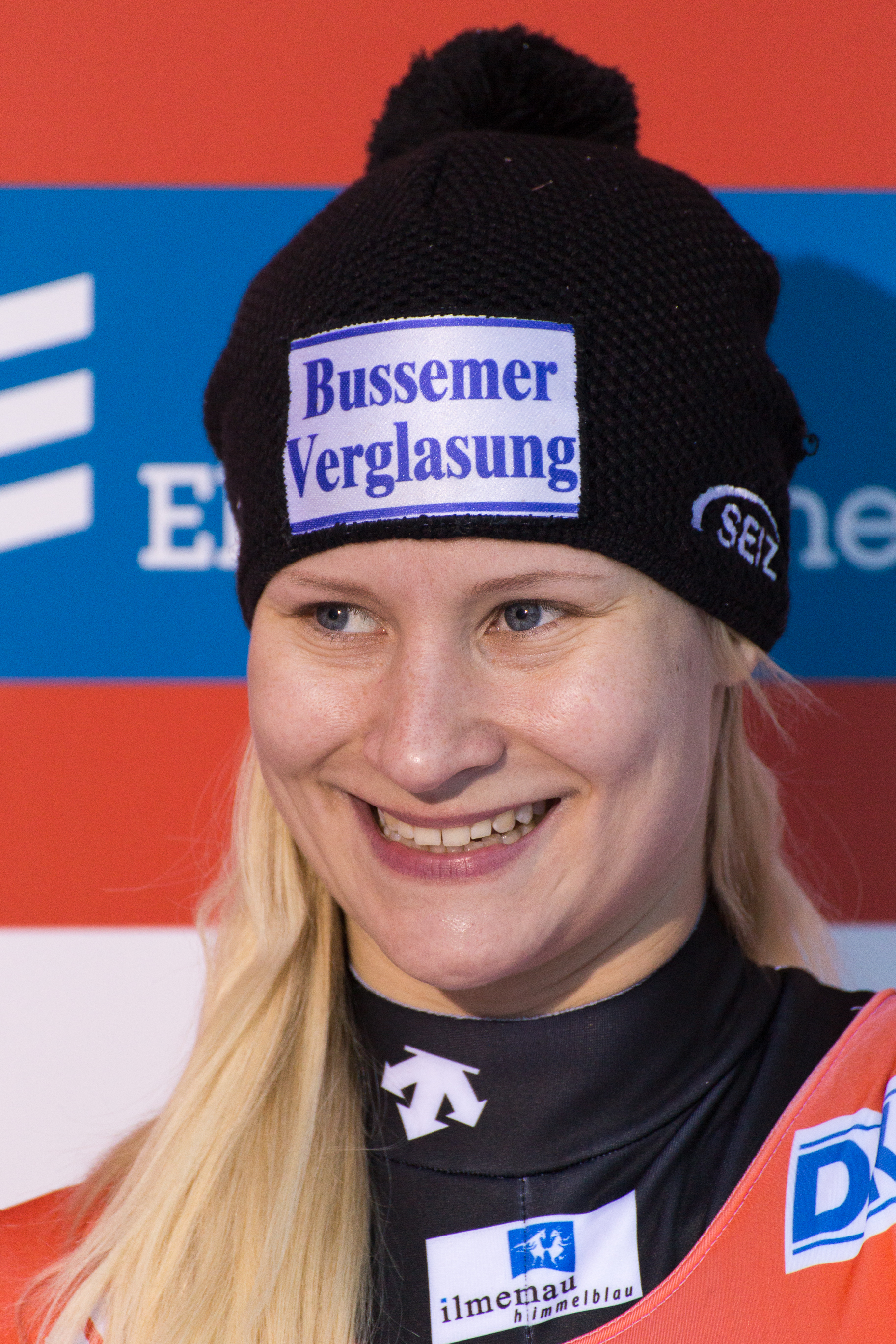
Dajana Eitberger
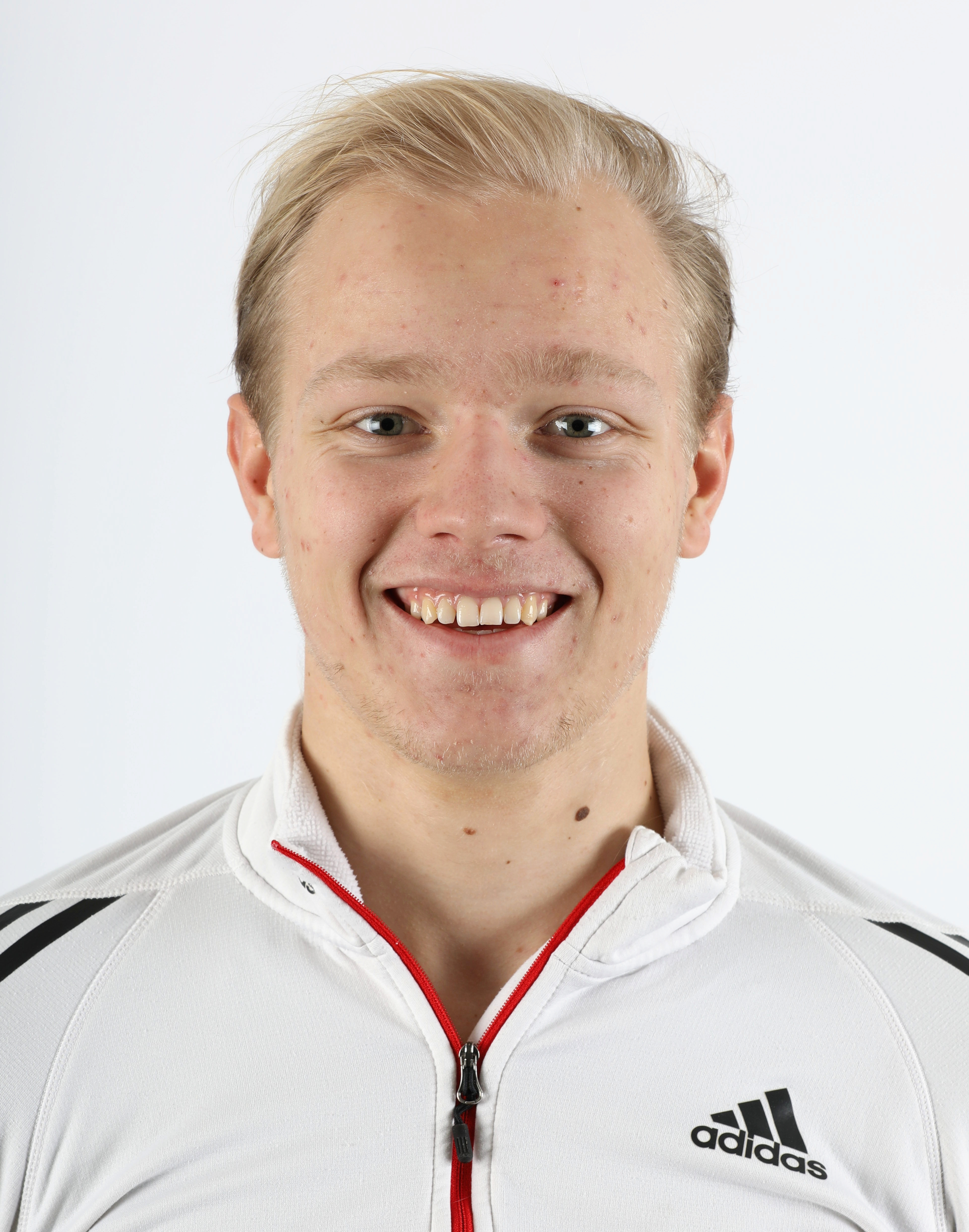
Max Langenhan
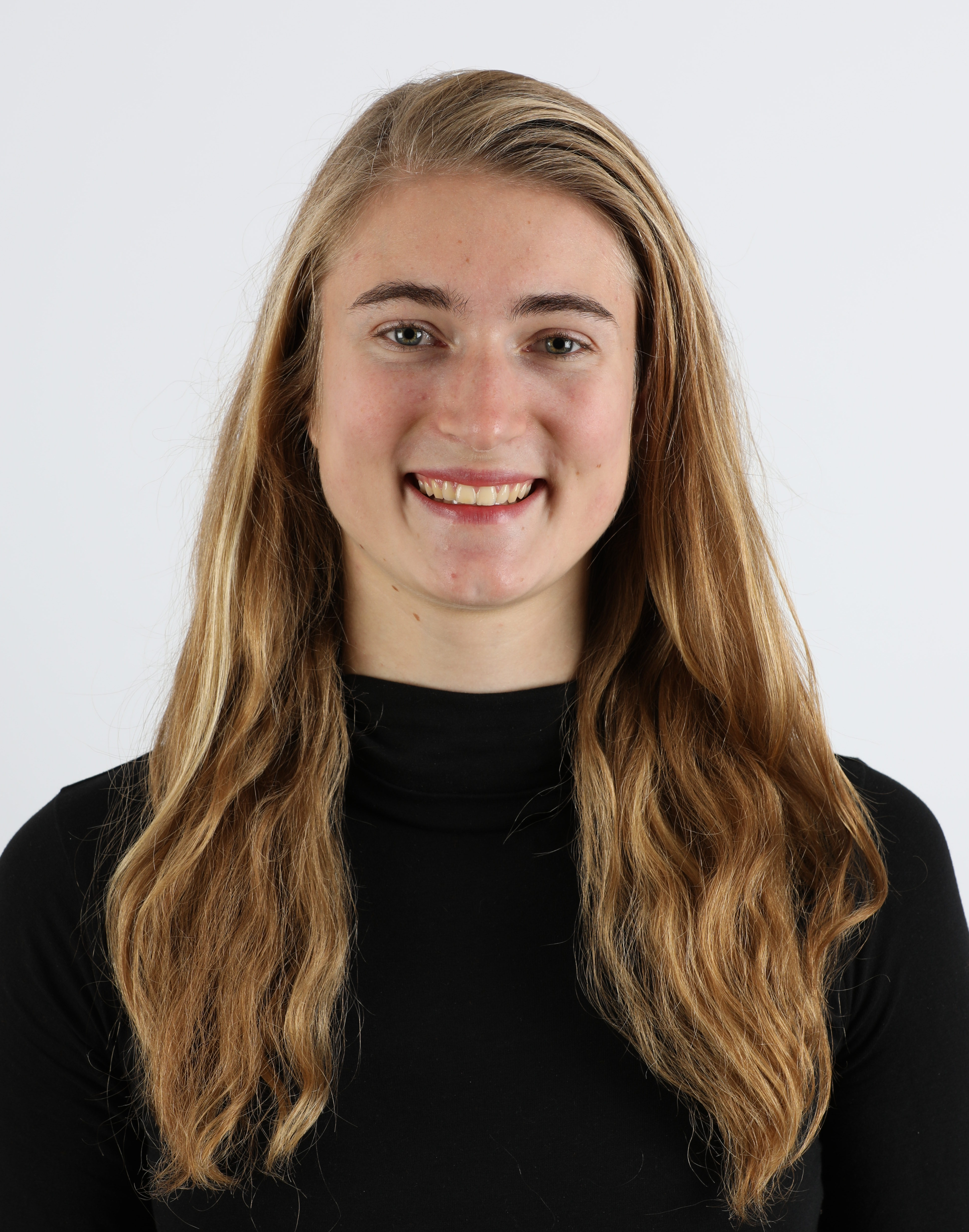
Madeleine Egle

## Ergebnisse

### Altersklasse Elite/Junioren

#### Männer

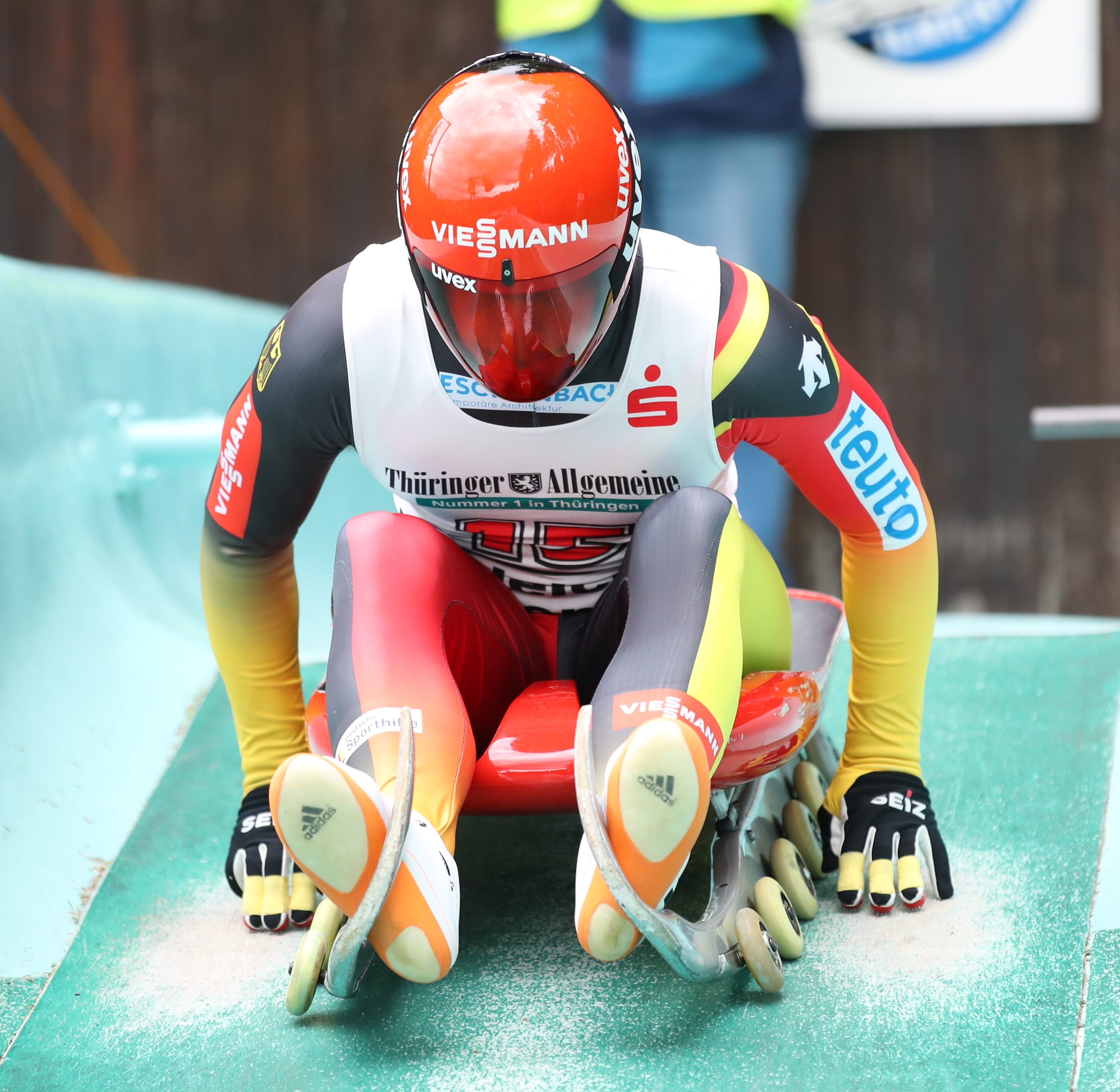
Sascha Benecken

| Platz             | Sportler                       | Laufzeit 1                     | Laufzeit 2                     | Laufzeit 3                     | Endzeit                        |
| ----------------- | ------------------------------ | ------------------------------ | ------------------------------ | ------------------------------ | ------------------------------ |
| 1                 | Sascha Benecken                | 20,387 s (1)                   | 20,514 s (5)                   | 20,359 s (1)                   | 1:01,260 Minuten               |
| 2                 | Johannes Ludwig                | 20,413 s (2)                   | 20,396 s (1)                   | 20,636 s (6)                   | 1:01,445 Minuten               |
| 3                 | Florian Berkes                 | 20,528 s (3)                   | 20,438 s (3)                   | 20,777 s (7)                   | 1:01,743 Minuten               |
| 4                 | Wojciech Chmielewski           | 20,567 s (4)                   | 20,703 s (7)                   | 20,544 s (2)                   | 1:01,814 Minuten               |
| 5                 | Toni Gräfe                     | 20,736 s (6)                   | 20,499 s (4)                   | 20,592 s (4)                   | 1:01,827 Minuten               |
| 6                 | Sebastian Bley                 | 20,573 s (5)                   | 20,700 s (6)                   | 20,563 s (3)                   | 1:01,836 Minuten               |
| 7                 | Florian Löffler                | 20,799 s (7)                   | 20,437 s (5)                   | 20,634 s (5)                   | 1:01,870 Minuten               |
| 8                 | Max Langenhan                  | 20,967 s (9)                   | 20,726 s (8)                   | 20,824 s (8)                   | 1:02,517 Minuten               |
| 9                 | Paul Gubitz                    | 20,875 s (8)                   | 20,918 s (11)                  | 21,037 s (11)                  | 1:02,830 Minuten               |
| 10                | Maximilian Jung                | 21,143 s (10)                  | 21,028 s (12)                  | 20,830 s (9)                   | 1:03,001 Minuten               |
| 11                | Stefan Doktor                  | 21,365 s (12)                  | 20,890 s (9)                   | 20,913 s (10)                  | 1:03,168 Minuten               |
| 12                | Thomas Jaensch                 | 21,188 s (11)                  | 20,895 s (10)                  | 21,167 s (12)                  | 1:03,250 Minuten               |
|                   | Manuel Stiebing                | ausgeschieden im Hoffnungslauf | ausgeschieden im Hoffnungslauf | ausgeschieden im Hoffnungslauf | ausgeschieden im Hoffnungslauf |
| Paul-Lukas Heider | ausgeschieden im Hoffnungslauf | ausgeschieden im Hoffnungslauf | ausgeschieden im Hoffnungslauf | ausgeschieden im Hoffnungslauf |                                |
| Mateusz Żakowicz  | ausgeschieden im Hoffnungslauf | ausgeschieden im Hoffnungslauf | ausgeschieden im Hoffnungslauf | ausgeschieden im Hoffnungslauf |                                |
| Hannes Orlamünder | ausgeschieden im Hoffnungslauf | ausgeschieden im Hoffnungslauf | ausgeschieden im Hoffnungslauf | ausgeschieden im Hoffnungslauf |                                |
| Jakub Kowalewski  | ausgeschieden im Hoffnungslauf | ausgeschieden im Hoffnungslauf | ausgeschieden im Hoffnungslauf | ausgeschieden im Hoffnungslauf |                                |
| Patryk Poręba     | ausgeschieden im Hoffnungslauf | ausgeschieden im Hoffnungslauf | ausgeschieden im Hoffnungslauf | ausgeschieden im Hoffnungslauf |                                |

#### Frauen

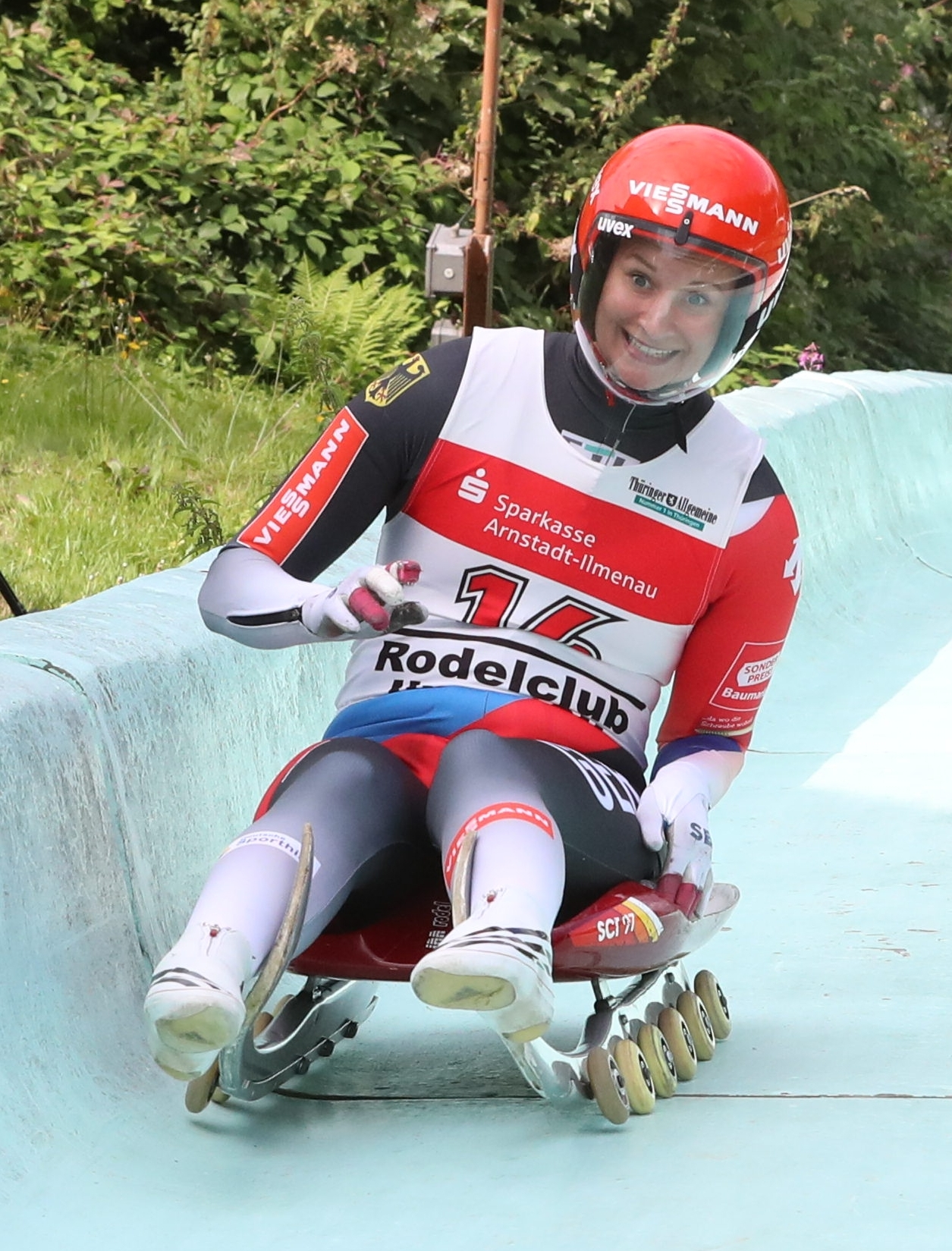
Dajana Eitberger

| Platz | Sportler             | Laufzeit 1   | Laufzeit 2   | Laufzeit 3   | Endzeit          |
| ----- | -------------------- | ------------ | ------------ | ------------ | ---------------- |
| 1     | Dajana Eitberger     | 21,042 s (1) | 20,933 s (1) | 21,027 s (1) | 1:03,002 Minuten |
| 2     | Julia Orlamünder     | 21,182 s (2) | 21,265 s (2) | 21,377 s (3) | 1:03,824 Minuten |
| 3     | Svenja Oestreicher   | 21,408 s (3) | 21,287 s (3) | 21,350 s (2) | 1:04,045 Minuten |
| 4     | Natalia Wojtuściszyn | 21,469 s (4) | 20,520 s (4) | 21,484 s (4) | 1:04,473 Minuten |
| 5     | Klaudia Grzybek      | 21,651 s (6) | 20,569 s (5) | 21,748 s (5) | 1:04,473 Minuten |
| 6     | Paula Kruk           | 21,586 s (5) | 20,684 s (6) | 21,938 s (6) | 1:05,208 Minuten |

### Altersklasse Jugend A

#### Männlich

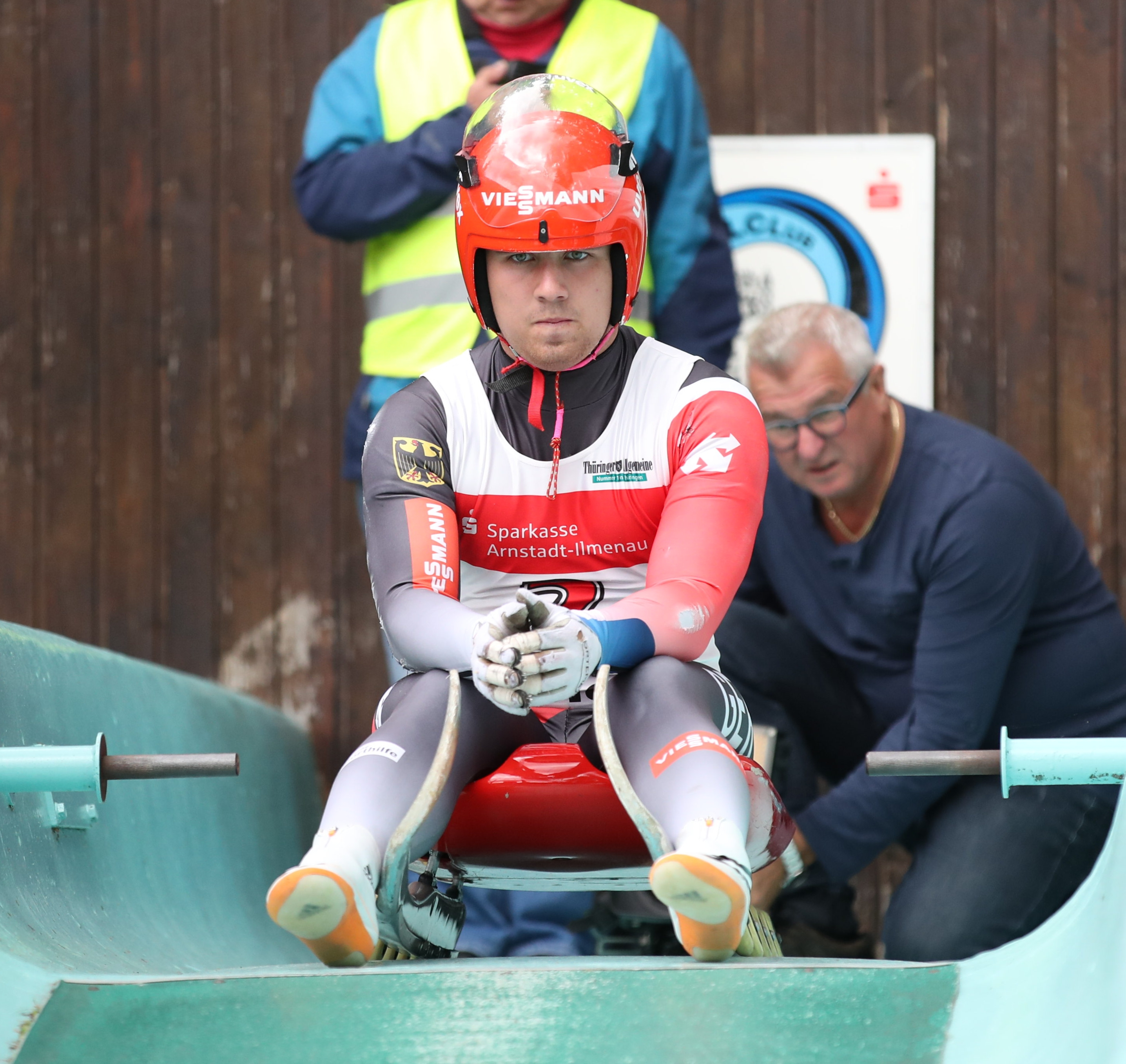
David Nößler

| Platz | Sportler          | Laufzeit 1    | Laufzeit 2    | Laufzeit 3    | Endzeit          |
| ----- | ----------------- | ------------- | ------------- | ------------- | ---------------- |
| 1     | David Nößler      | 20,817 s (3)  | 20,582 s (1)  | 20,653 s (1)  | 1:02,052 Minuten |
| 2     | Max Ewald         | 20,746 s (1)  | 20,843 s (3)  | 20,737 s (3)  | 1:02,326 Minuten |
| 3     | Jakob Jannusch    | 21,036 s (8)  | 20,679 s (2)  | 20,736 s (2)  | 1:02,451 Minuten |
| 4     | Bastian Schulte   | 20,816 s (2)  | 20,896 s (7)  | 20,843 s (5)  | 1:02,555 Minuten |
| 5     | Elias Fleischmann | 20,979 s (6)  | 20,875 s (4)  | 20,855 s (6)  | 1:02,709 Minuten |
| 6     | Juri Gatt         | 20,953 s (4)  | 20,895 s (6)  | 20,977 s (9)  | 1:02,825 Minuten |
| 7     | Aiduan Rizow      | 20,962 s (5)  | 21,060 s (8)  | 20,835 s (4)  | 1:02,857 Minuten |
| 8     | Iwan Klincharski  | 21,015 s (7)  | 21,161 s (9)  | 20,920 s (8)  | 1:03,096 Minuten |
| 9     | Riccardo Schöpf   | 21,126 s (9)  | 21,233 s (10) | 21,024 s (10) | 1:03,383 Minuten |
| 10    | Duait Rizow       | 32,416 s (10) | 31,628 s (11) | 35,743 s (11) | 1:39,787 Minuten |
| 11    | Yannick Müller    | 60,680 s (10) | 20,876 s (11) | 20,918 s (11) | 1:42,474 Minuten |
| DNF   | Dimitar Adirkow   | 38,664 s (11) | 43,386 s (12) | DNS           |                  |

#### Weiblich

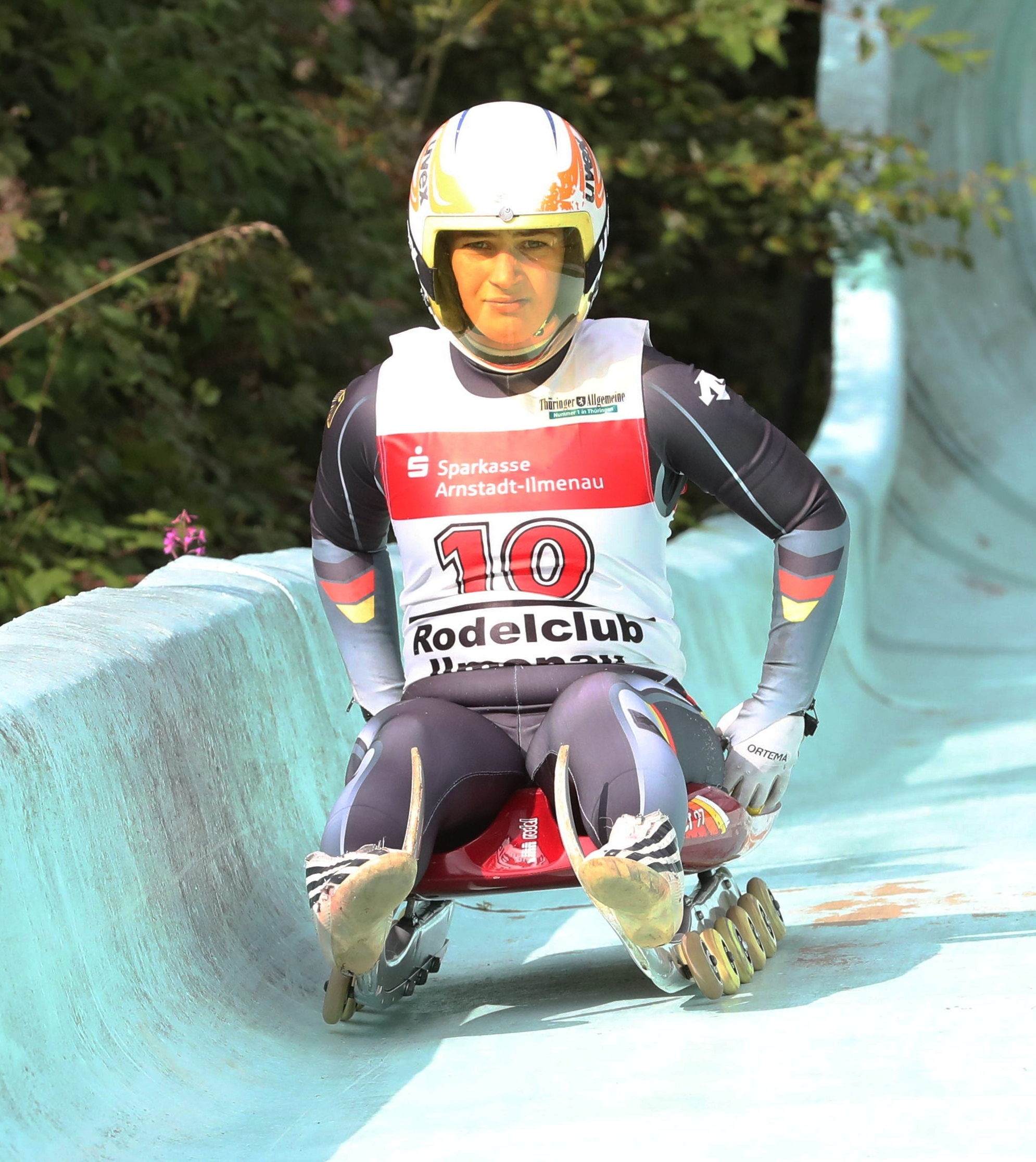
Antonia Weisemann

| Platz | Sportler          | Laufzeit 1   | Laufzeit 2   | Laufzeit 3   | Endzeit          |
| ----- | ----------------- | ------------ | ------------ | ------------ | ---------------- |
| 1     | Antonia Weisemann | 21,015 s (1) | 21,081 s (3) | 20,923 s (1) | 1:03,019 Minuten |
| 2     | Miriam Geisler    | 21,077 s (4) | 21,075 s (1) | 21,054 s (4) | 1:03,206 Minuten |
| 3     | Hannah Prock      | 21,021 s (2) | 21,167 s (6) | 21,027 s (2) | 1:03,215 Minuten |
| 4     | Lisa Schulte      | 21,030 s (3) | 21,162 s (5) | 21,027 s (2) | 1:03,219 Minuten |
| 5     | Iman Hammoudeh    | 21,112 s (5) | 21,077 s (2) | 21,127 s (6) | 1:03,316 Minuten |
| 6     | Julia Wagner      | 21,138 s (6) | 21,156 s (4) | 21,055 s (5) | 1:03,349 Minuten |
| 7     | Emili Jordanowa   | 21,439 s (7) | 21,225 s (7) | 20,229 s (7) | 1:03,389 Minuten |